# Ghost in the Shell: S.A.C. Solid State Society OST
Ghost in the Shell: Stand Alone Complex GET9 è un singolo speciale della colonna sonora della serie animata Ghost in the Shell: S.A.C. Solid State Society, composta da Yōko Kanno.

## Lista delle tracce
1. player
  - Vocals: Origa con Heartsdales
2. replica
  - Vocals: Ilaria Graziano
3. zero signal
  - Vocals: Gabriela Robin
4. solid state society
5. tempest
6. born stubborn
7. she is
  - Vocals: Gabriela Robin
8. from the roof top ~ somewhere in the silence (sniper's theme)
  - Vocals: Ilaria Graziano
9. undivided
10. blues in the Net
11. human step ~ aramaki's theme
12. date of rebirth
  - Vocals: Origa
13. take a little hand
  - Vocals: Gabriela Robin
14. remedium